# Internationale Cricket-Saison 1981/82
Die internationale Cricket-Saison 1981/82 fand zwischen Oktober 1981 und März 1982 statt. Als Wintersaison wurden vorwiegend Heimspiele der Mannschaften aus Südasien, der Karibik und Ozeanien ausgetragen.

## Überblick

### Internationale Touren
| Beginn            | Heimteam   | Auswärtsteam | Resultate | Resultate | Artikel |
| Beginn            | Heimteam   | Auswärtsteam | Test      | ODI       | Artikel |
| ----------------- | ---------- | ------------ | --------- | --------- | ------- |
| 13. November 1981 | Australien | Pakistan     | 2–1 [3]   |           | Artikel |
| 25. November 1981 | Indien     | England      | 1–0 [6]   | 2–1 [3]   | Artikel |
| 26. Dezember 1981 | Australien | West Indies  | 1–1 [3]   |           | Artikel |
| 13. Februar 1982  | Sri Lanka  | England      | 0–1 [1]   | 1–1 [1]   | Artikel |
| 13. Februar 1982  | Neuseeland | Australien   | 1–1 [3]   | 1–2 [3]   | Artikel |
| 5. März 1982      | Pakistan   | Sri Lanka    | 2–0 [3]   | 2–1 [3]   | Artikel |

### Internationale Turniere
| Beginn            | Turnier                                  | Land       |
| ----------------- | ---------------------------------------- | ---------- |
| 21. November 1981 | Benson & Hedges World Series Cup 1981/82 | Australien |

### Internationale Turniere (Frauen)
| Beginn          | Turnier                        | Land       |
| --------------- | ------------------------------ | ---------- |
| 10. Januar 1982 | Women’s Cricket World Cup 1982 | Neuseeland |

## Nationale Meisterschaften
Aufgeführt sind die nationalen Meisterschaften der Full Member des ICC.
| Land                  | First-Class                 | List A                                    |
| --------------------- | --------------------------- | ----------------------------------------- |
| Australien            | Sheffield Shield 1981/82    | McDonald’s Cup 1981/82                    |
| Indien                | Ranji Trophy 1981/82        | Wills Trophy 1981/82                      |
| Duleep Trophy 1981/82 | Deodhar Trophy 1981/82      |                                           |
| Irani Trophy 1981/82  |                             |                                           |
| Neuseeland            | Shell Trophy 1981/82        | Shell Cup 1981/82                         |
| Pakistan              | Quaid-e-Azam Trophy 1981/82 |                                           |
| PACO Cup 1981/82      |                             |                                           |
| Südafrika             | Currie Cup 1981/82          |                                           |
| UCB Bowl 1981/82      |                             |                                           |
| Howa Bowl 1981/82     |                             |                                           |
| West Indies           | Shell Shield 1981/82        | Geddes Grant/Harrison Line Trophy 1981/82 |